# Clone Trooper
Een Republikeinse Clone Trooper is een fictieve soldaat in het Star Warsuniversum en de voorganger van de Keizerlijke Stormtrooper. De  Clone Troopers zijn allemaal klonen van de premiejager Jango Fett. Ze maakten hun debuut in Star Wars: Episode II: Attack of the Clones en kwamen ook voor in Star Wars: Episode III: Revenge of the Sith. 
In beide films vormen de Clone Troopers het merendeel van het leger van de Republiek. De Galactische Republiek liet de Clone Troopers maken om de Jedi bij te staan tijdens de strijd met de Confederacy of Independent Systems van de afvallige Jedi, Graaf Dooku. Vanwege het gebruik van de Clone Troopers staat deze strijd ook bekend als de kloonoorlogen.
De Clone Troopers zijn gemaakt door de Kaminoanen, een ras gespecialiseerd in klonen. Jango Fett gaf zijn DNA voor dit doel, op voorwaarde dat de Kaminoanen voor hem een kloon “zoon” zouden maken: Boba Fett. De Clone Troopers werden genetisch aangepast zodat ze tweemaal zo snel verouderden als normale mensen en dus sneller volwassen waren. Dit ging wel ten koste van hun levensverwachting. 
De Slag om Geonosis was de eerste keer dat Clone Troopers op grote schaal werden ingezet. Daarna werden ze opgesplitst in verschillende legers, elk met een Jedi als Generaal aan het hoofd.
De voornaamste tegenstand kregen de Clone Troopers in de vorm van Battle Droids, die het goedkoopste waren om te produceren. Zij werden grootschalig ingezet door de Confederacy. Verder werd het leger aangevuld met de sterkere Super Battle Droid en de Droideka of 'Vernietigingsdroid (Engels: Destroyer droid).'
De Clone Troopers speelden een grote rol bij de vernietiging van de Jedi-Generaals, toen Darth Sidious hen Bevel 66 gaf. 
In Episodes IV, V en VI gebruikt het Galactische Keizerrijk Imperial Stormtroopers, die duidelijk gemodelleerd zijn naar de Clone Troopers. Een deel van dit Stormtrooper leger bestaat inderdaad uit de laatste klonen.

## Belangrijkste Klooncommandanten
- Commandant Cody (dient onder Obi-Wan Kenobi).
- Commandant Gree (dient onder Yoda).
- Commandant Bacara (dient onder Ki-Adi-Mundi).
- Commandant Bly (dient onder Aayla Secura).
- Commandant Neyo (dient onder Stass Allie).
- Captain Rex (dient onder Anakin Skywalker).

## Feiten
- Clone Troopers uit Episode II hebben een Phase I helm met een vizier in de vorm van een T. Clone Troopers uit episode III hebben een vizier dat al erg lijkt op de Stormtroopers uit Episodes IV,V en VI. Het laat zo een evolutie zien van de Clone Trooper naar de Stormtrooper.
- Bij de Clones uit Episode II is er een commandant met gele markering, een kapitein met rode markering, een sergeant met groene markering en een luitenant met blauwe markering. De standaard Clone Trooper is wit.
- De Clones uit Episode III zijn verdeeld in groepjes met aan het hoofd een commandant. Het groepje dat bij een commandant hoort heeft dezelfde kleur.
- De Clone Troopers hebben een hoofdrol in de animatieserie The Clone Wars, die van start is gegaan met een film in de bioscoop in 2008.
- Acteur Tuemuera Morrison speelt zowel Jango Fett in Episode II als de Clone Troopers in Episode III.